# 和漢書
和漢書（わかんじょ）とは、和書と漢籍との総称であり、日本語あるいは中国語で記述された図書のことである。広義では、ハングル（朝鮮語）などの、漢字を使用する言語で記述された図書すべてを含む。
洋書の対語として使用されるのが常であり、単に「和書」という名称で和漢書を指すこともある。和漢古書、あるいは和装本を指して用いる場合もあるが、『日本目録規則』では、出版地・装幀の区別を問うことなく、使用される言語のみで定義づけを行なっている。